# Corigliano d'Otranto
Corigliano d'Otranto är en ort och kommun i provinsen Lecce i regionen Apulien i Italien. Kommunen hade 5 768 invånare (2017).